# Черноухий хемиспингус
Черноухий хемиспингус (лат. Hemispingus melanotis) — вид птиц из семейства танагровых. Птицы обитают в субтропических и тропических горных влажных лесах, на высоте 1200—3050 метров над уровнем моря. Длина тела 14—15 см, масса около 14,5 грамм.
Выделяют три подвида:
- Hemispingus melanotis melanotis — Анды западной Венесуэлы (на юге Тачира) южнее до западных склонов восточных Анд Колумбии (от Сантандера и юго-восточного Бояка южнее до долины реки Магдалена (не включительно) в Уила), а также в западных (восточные склоны близ города Хардин исп. Jardín в Антьокии) и центральных Андах (от Антьокии южнее до восточных склонов в Нариньо) Колумбии, хотя возможно встречается на восточных склонах восточных Анд. В Эквадоре на восточных склонах гор южнее до Тунгурауа и на юго-восток до национального парка Подокарпус;
- Hemispingus melanotis berlepschi — на восточных склонах перуанских Анд от Амазонас южнее до северного Куско;
- Hemispingus melanotis castaneicollis — восточные склоны в юго-восточном Перу (от Пуно) южнее до центральной Боливии (запада Санта-Крус).